# سطح پارامتری

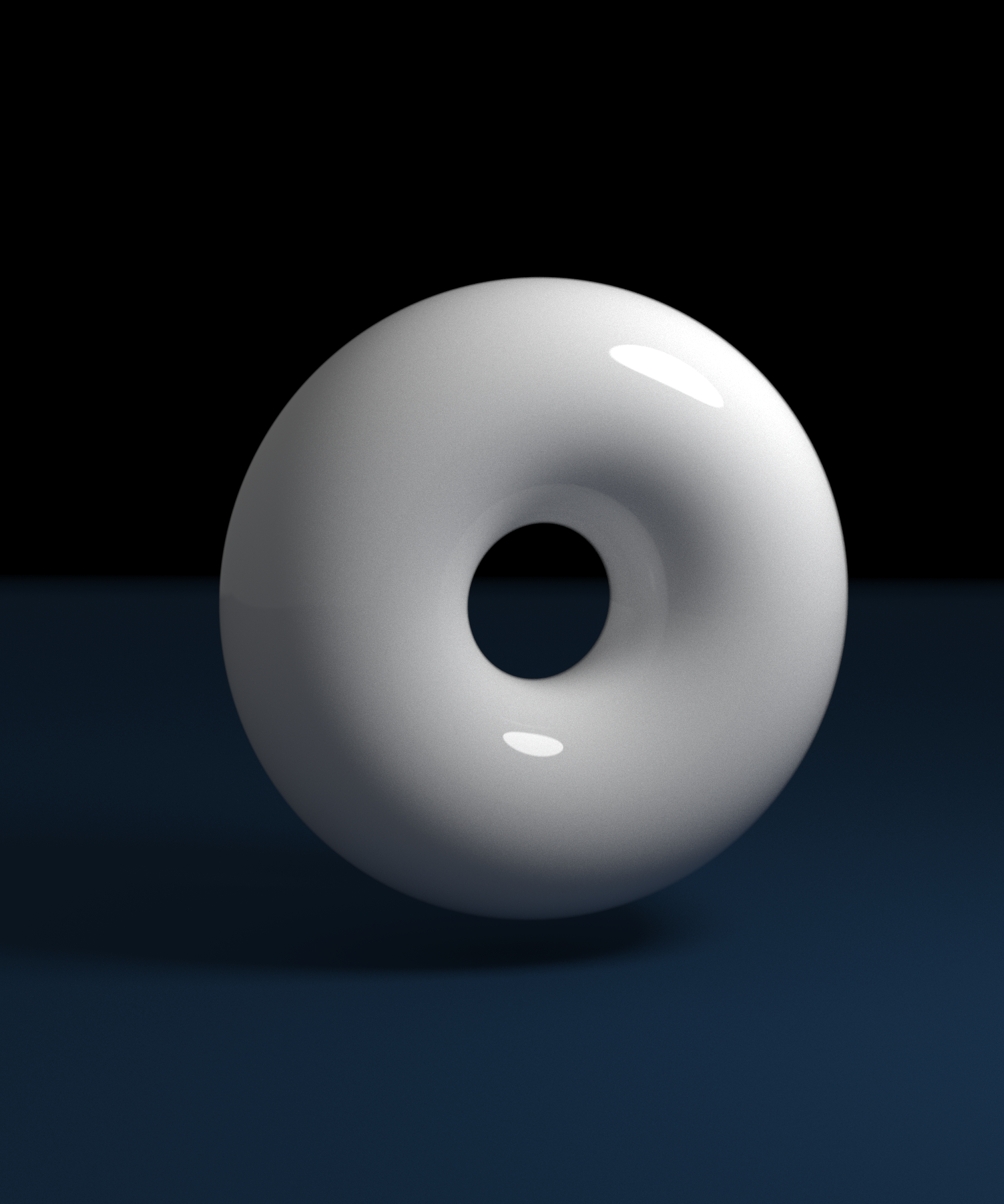
چنبره، ایجاد شده با معادلات: ; ;

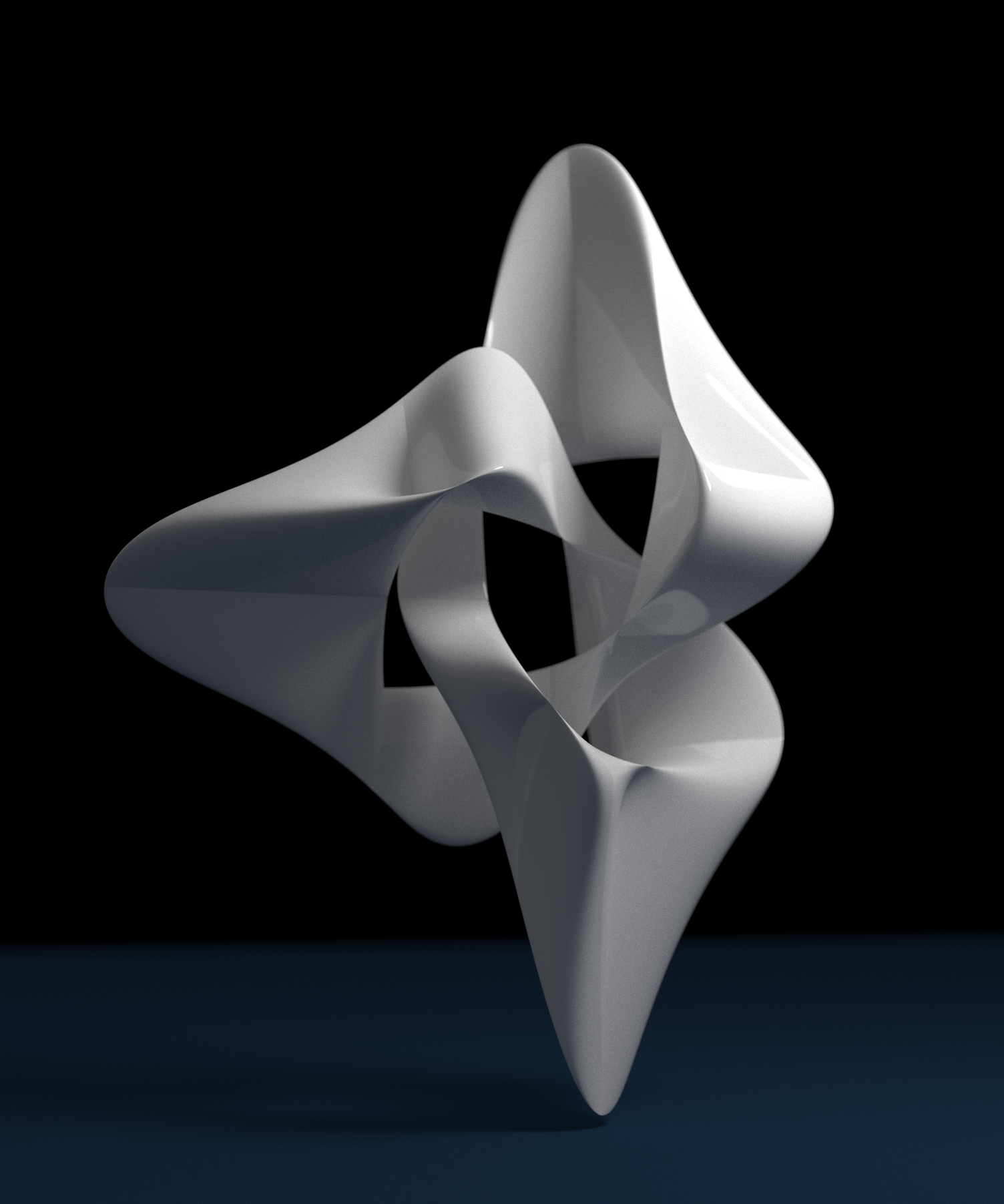
سطح پارامتری تشکیل‌دهنده گره سه‌پره، جزئیات معادله در کد منبع پیوست شده است.

سطح پارامتری (به انگلیسی: Parametric surface)، سطحی در فضای اقلیدسی است {\displaystyle \mathbb {R} ^{3}} که توسط یک معادله پارامتری با دو پارامتر تعریف می‌شود {\displaystyle \mathbf {r} :\mathbb {R} ^{2}\to \mathbb {R} ^{3}}. نمایش پارامتری یک روش بسیار کلی برای تعیین سطح و همچنین نمایش ضمنی است. سطوحی که در دو قضیه اصلی حساب بُرداری، قضیه استوکس و قضیه واگرایی رخ می‌دهند، غالباً به شکل پارامتری ارائه می‌شوند. خمیدگی و طول قوس منحنی روی سطح، مساحت سطح رویی، متغیرهای هندسی دیفرانسیل مانند شکل‌های بنیادی اول و دوم، گاوسی، میانگین و انحنای اصلی را می‌توان از یک پارامتر سازی مشخص محاسبه کرد.